# Масанао Сасаки
Масанао Сасаки (јап. 佐々木 雅尚; 19. јун 1962) бивши је јапански фудбалер.

## Каријера
Током каријере је играо за Хонда, АНА, ЈЕФ Јунајтед Ичихара и Кашива Рејсол.

## Репрезентација
За репрезентацију Јапана дебитовао је 1988. године. За тај тим је одиграо 20 утакмица.

## Статистика
| Јапан  | Јапан   | Јапан  |
| Година | Наступи | Голови |
| ------ | ------- | ------ |
| 1988.  | 2       | 0      |
| 1989.  | 11      | 0      |
| 1990.  | 6       | 0      |
| 1991.  | 1       | 0      |
| Укупно | 20      | 0      |